# 大角欣矢
大角 欣矢（おおすみ きんや、1960年 - ）は、日本の音楽教育者、音楽学者。学位は修士（芸術）（東京芸術大学・1986年）。東京芸術大学音楽学部楽理科・教授。

## 略歴
- 1983年 - 東京芸術大学楽理科 卒業
- 1986年 - 東京芸術大学大学院音楽学専攻 修士課程 修了
- 1991年 - 東京芸術大学大学院音楽学専攻 博士後期課程 単位取得満期退学
- 1991年 - 東京芸術大学 音楽学部 助手
- 1994年 - 東京芸術大学 音楽学部 非常勤講師、日本学術振興会 特別研究員(PD)（併任）
- 1995年 - 鳴門教育大学 学校教育学部 助教授、1996年 ~ 1996年 文部省海外研究開発動向調査、テュービンゲン大学（併任）
- 2000年 - 東京芸術大学 音楽学部 助教授、2001年 ~ 2001年 アレクサンダー・フォン・フンボルト財団奨励研究員、テュービンゲン大学（併任）、2003年 ~ 2018年 山形大学 非常勤講師（併任）
- 2007年 ~ 現在 - 東京芸術大学 音楽学部楽理科 教授、2017年 ~ 2020年 - 聖心女子大学 非常勤講師（併任）

ほか

## 所属学会
- 日本音楽学会
- 美学会
- 19世紀学学会
- 日本ポピュラー音楽学会

ほか

## 著書・著作
- 大角欣矢他『ピアニスト小倉末子と東京音楽学校』東京藝術大学出版会、2011年10月30日。ISBN 978-4904049273。
- 深井智朗共著『憶えよ、汝死すべきを─死をめぐるドイツ・プロテスタンティズムと音楽の歴史』 日本キリスト教団出版局、2009年3月。ISBN	9784818407015。

ほか